# Giulio Arrighini
Giulio Arrighini (Brescia, 2 maggio 1962) è un politico italiano.

## Biografia
Militante della Lega Lombarda poi Lega Nord a Brescia, è stato tra i fondatori e poi segretario provinciale e cittadino dello stesso movimento tra il 1991 e il 1992, anno in cui viene eletto alla Camera dei deputati nella XI Legislatura, candidato nella Circoscrizione Brescia-Bergamo. Viene rieletto la volta successiva, nel 1994, per la XII Legislatura, come candidato della coalizione del centrodestra del Polo delle Libertà nel collegio di Brescia-Flero.
È stato eletto Consigliere comunale di Brescia nel 1990 fino al 1991.
Ricandidatosi alla Camera nel 1996 nello stesso collegio di Brescia città-Flero non è rieletto.
Nel 1999 ha lasciato la Lega Nord in dissenso con la linea politica delle segreteria federale,  e tre anni più tardi, nel 2002 ha aderito alla Lega Padana di Roberto Bernardelli.
L'anno successivo è stato candidato alla carica di sindaco di Brescia per lo stesso movimento alle elezioni amministrative.
Nel 2004 si candida alla carica di Presidente della Provincia di Brescia per le liste Lega Padana e No Euro e viene eletto in Consiglio Provinciale dove siede fra i banchi dell'opposizione alla giunta Cavalli.
Nel 2009 si ripresenta alle elezioni provinciali di Brescia con la lista Lega Padana Lombardia raccogliendo il 3,2% dei voti, sufficienti a riconfermare il suo seggio in consiglio provinciale.
Nel 2011, con la fine del governo Berlusconi, fonda, insieme ad alcuni fuoriusciti della Lega Nord in dissenso con la linea del partito tra i quali Roberto Bernardelli, il movimento Unione Padana con l'obiettivo di ritornare alle origini autentiche dell'autonomismo leghista. 
Il movimento assume poi nel 2013 la denominazione di Indipendenza Lombarda presentandosi alle successive elezioni amministrative ed eleggendo alcuni consiglieri nelle provincie di Brescia, Milano, Cremona e Bergamo.
Alle elezioni politiche del 2013 è candidato premier per Unione Padana nella sola Lombardia per il Senato. Otterrà 7.317 voti pari allo 0,02% dei voti.
Nel luglio 2013 presenta una mozione al Consiglio Provinciale di Brescia per richiedere un referendum per una Lombardia indipendente, sul modello di quello veneto, ideata e avanzata dal Comitato lombardo per la Risoluzione 44 (Color44). 
Votata da tutta la maggioranza – PdL e Fratelli d'Italia inclusi – la mozione chiede: «la facoltà del popolo lombardo di invocare e rivendicare il diritto alla verifica referendaria, in modi e forme legali e democratiche, dell’atto di annessione della Lombardia all’ordinamento statutale italiano a seguito delle guerre risorgimentali». Un principio secondo il quale si impegna il presidente provinciale e la sua giunta a «sostenere con ogni mezzo a disposizione del Consiglio provinciale e della Giunta provinciale, quell’insieme di iniziative spontanee che mirano ad ottenere l’indizione della consultazione referendaria al fine di accertare la volontà del popolo lombardo in ordine alla propria autodeterminazione»
A distanza di 4 anni, il 22 ottobre 2017, la proposta di Color44 sottoscritta da Giulio Arrighini e del movimento politico Indipendenza Lombarda si tradurrà in un referendum per l'autonomia della Lombardia promosso dalla Lega Nord e dal Presidente della Regione Roberto Maroni.
Nel maggio 2017 fonda, insieme a Roberto Bernardelli, Fabio Toffa, Marco Reguzzoni, Francesca Martini, Oreste Rossi, Angelo Alessandri e Luca Azzano Cantarutti il movimento politico Grande Nord, che lo candida alle elezioni regionali lombarde del 2018. Otterrà 15.791 voti pari allo 0,28% dei consensi.
Nel giugno 2018 è stato eletto segretario del movimento Indipendenza Lombarda, carica ricoperta attualmente.